# Grande Prêmio da Emília-Romanha de 2022
O Grande Prêmio da Emília-Romanha de 2022 (formalmente denominado Formula 1 Rolex Gran Premio Del Made In Italy E Dell'emilia Romagna 2022) foi a quarta etapa da temporada de 2022 da Fórmula 1. Foi disputado em 24 de abril de 2022 no Autódromo Enzo e Dino Ferrari, em Ímola, Itália.

## Resultados

### Treino classificatório
| 1                        | 1  | Max Verstappen   | Red Bull Racing-RBPT  | 1:19.295 | 1:18.793 | 1:27.999 | 1  |
| 2                        | 16 | Charles Leclerc  | Ferrari               | 1:18.796 | 1:19.584 | 1:28.778 | 2  |
| 3                        | 4  | Lando Norris     | McLaren-Mercedes      | 1:20.168 | 1:19.294 | 1:29.131 | 3  |
| 4                        | 20 | Kevin Magnussen  | Haas-Ferrari          | 1:20.147 | 1:19.902 | 1:29.164 | 4  |
| 5                        | 14 | Fernando Alonso  | Alpine-Renault        | 1:20.198 | 1:19.595 | 1:29.202 | 5  |
| 6                        | 3  | Daniel Ricciardo | McLaren-Mercedes      | 1:19.980 | 1:20.031 | 1:29.742 | 6  |
| 7                        | 11 | Sergio Pérez     | Red Bull Racing-RBPT  | 1:19.773 | 1:19.296 | 1:29.808 | 7  |
| 8                        | 77 | Valtteri Bottas  | Alfa Romeo-Ferrari    | 1:20.419 | 1:20.192 | 1:30.439 | 8  |
| 9                        | 5  | Sebastian Vettel | Aston Martin-Mercedes | 1:20.364 | 1:19.957 | 1:31.062 | 9  |
| 10                       | 55 | Carlos Sainz Jr. | Ferrari               | 1:19.305 | 1:18.990 | S/Tempo  | 10 |
| 11                       | 63 | George Russell   | Mercedes              | 1:20.383 | 1:20.757 | —        | 11 |
| 12                       | 47 | Mick Schumacher  | Haas-Ferrari          | 1:20.422 | 1:20.916 | —        | 12 |
| 13                       | 44 | Lewis Hamilton   | Mercedes              | 1:20.470 | 1:21.138 | —        | 13 |
| 14                       | 24 | Guanyu Zhou      | Alfa Romeo-Ferrari    | 1:19.730 | 1:21.434 | —        | 14 |
| 15                       | 18 | Lance Stroll     | Aston Martin-Mercedes | 1:20.342 | 1:28.119 | —        | 15 |
| 16                       | 22 | Yuki Tsunoda     | AlphaTauri-RBPT       | 1:20.474 | —        | —        | 16 |
| 17                       | 10 | Pierre Gasly     | AlphaTauri-RBPT       | 1:20.732 | —        | —        | 17 |
| 18                       | 6  | Nicholas Latifi  | Williams-Mercedes     | 1:21.971 | —        | —        | 18 |
| 19                       | 31 | Esteban Ocon     | Alpine-Renault        | 1:22.338 | —        | —        | 19 |
| Tempo dos 107%: 1:24.312 |    |                  |                       |          |          |          |    |
| NQ                       | 23 | Alexander Albon  | Williams-Mercedes     | S/Tempo  | —        | —        | 20 |
| Fonte:                   |    |                  |                       |          |          |          |    |

### Corrida Classificatória
| Pos.                                                                            | Nu. | Piloto           | Construtor            | Voltas | Tempo/Retirado | Grid 1 | Grid 2 | Pontos |
| ------------------------------------------------------------------------------- | --- | ---------------- | --------------------- | ------ | -------------- | ------ | ------ | ------ |
| 1                                                                               | 1   | Max Verstappen   | Red Bull Racing-RBPT  | 21     | 30:39.567      | 1      | 1      | 8      |
| 2                                                                               | 16  | Charles Leclerc  | Ferrari               | 21     | +2.975         | 2      | 2      | 7      |
| 3                                                                               | 11  | Sergio Pérez     | Red Bull Racing-RBPT  | 21     | +4.721         | 7      | 3      | 6      |
| 4                                                                               | 55  | Carlos Sainz Jr. | Ferrari               | 21     | +17.578        | 10     | 4      | 5      |
| 5                                                                               | 4   | Lando Norris     | McLaren-Mercedes      | 21     | +24.561        | 3      | 5      | 4      |
| 6                                                                               | 3   | Daniel Ricciardo | McLaren-Mercedes      | 21     | +27.740        | 6      | 6      | 3      |
| 7                                                                               | 77  | Valtteri Bottas  | Alfa Romeo-Ferrari    | 21     | +28.133        | 8      | 7      | 2      |
| 8                                                                               | 20  | Kevin Magnussen  | Haas-Ferrari          | 21     | +30.712        | 4      | 8      | 1      |
| 9                                                                               | 14  | Fernando Alonso  | Alpine-Renault        | 21     | +32.278        | 5      | 9      |        |
| 10                                                                              | 47  | Mick Schumacher  | Haas-Ferrari          | 21     | +33.773        | 12     | 10     |        |
| 11                                                                              | 63  | George Russell   | Mercedes              | 21     | +36.284        | 11     | 11     |        |
| 12                                                                              | 22  | Yuki Tsunoda     | AlphaTauri-RBPT       | 21     | +38.298        | 16     | 12     |        |
| 13                                                                              | 5   | Sebastian Vettel | Aston Martin-Mercedes | 21     | +40.177        | 9      | 13     |        |
| 14                                                                              | 44  | Lewis Hamilton   | Mercedes              | 21     | +41.459        | 13     | 14     |        |
| 15                                                                              | 18  | Lance Stroll     | Aston Martin-Mercedes | 21     | +42.910        | 15     | 15     |        |
| 16                                                                              | 31  | Esteban Ocon     | Alpine-Renault        | 21     | +43.517        | 19     | 16     |        |
| 17                                                                              | 10  | Pierre Gasly     | AlphaTauri-RBPT       | 21     | +43.794        | 17     | 17     |        |
| 18                                                                              | 23  | Alexander Albon  | Williams-Mercedes     | 21     | +48.871        | 20     | 18     |        |
| 19                                                                              | 6   | Nicholas Latifi  | Williams-Mercedes     | 21     | +52.017        | 18     | 19     |        |
| Ret                                                                             | 24  | Guanyu Zhou      | Alfa Romeo-Ferrari    | 0      | Colisão        | 14     | PL     |        |
| Volta mais rápida: Sergio Pérez (Red Bull Racing-RBPT) – 1:19.012 (na volta 14) |     |                  |                       |        |                |        |        |        |
| Fonte:                                                                          |     |                  |                       |        |                |        |        |        |

### Corrida
| Pos.                                                                              | Nu. | Piloto           | Construtor            | Voltas | Tempo/Retirado   | Pit Stop | Pneus | Grid | Pontos |
| --------------------------------------------------------------------------------- | --- | ---------------- | --------------------- | ------ | ---------------- | -------- | ----- | ---- | ------ |
| 1                                                                                 | 1   | Max Verstappen   | Red Bull Racing-RBPT  | 63     | 1:32:07.986      | 2        |       | 1    | 25+1   |
| 2                                                                                 | 11  | Sergio Pérez     | Red Bull Racing-RBPT  | 63     | +16.527          | 2        |       | 3    | 18     |
| 3                                                                                 | 4   | Lando Norris     | McLaren-Mercedes      | 63     | +34.834          | 1        |       | 5    | 15     |
| 4                                                                                 | 63  | George Russell   | Mercedes              | 63     | +42.506          | 1        |       | 11   | 12     |
| 5                                                                                 | 77  | Valtteri Bottas  | Alfa Romeo-Ferrari    | 63     | +43.181          | 1        |       | 7    | 10     |
| 6                                                                                 | 16  | Charles Leclerc  | Ferrari               | 63     | +56.072          | 3        |       | 2    | 8      |
| 7                                                                                 | 22  | Yuki Tsunoda     | AlphaTauri-RBPT       | 63     | +1:01.110        | 1        |       | 12   | 6      |
| 8                                                                                 | 5   | Sebastian Vettel | Aston Martin-Mercedes | 63     | +1:10.892        | 1        |       | 13   | 4      |
| 9                                                                                 | 20  | Kevin Magnussen  | Haas-Ferrari          | 63     | +1:15.260        | 1        |       | 8    | 2      |
| 10                                                                                | 18  | Lance Stroll     | Aston Martin-Mercedes | 62     | +1 volta         | 1        |       | 15   | 1      |
| 11                                                                                | 23  | Alexander Albon  | Williams-Mercedes     | 62     | +1 volta         | 1        |       | 18   |        |
| 12                                                                                | 10  | Pierre Gasly     | AlphaTauri-RBPT       | 62     | +1 volta         | 1        |       | 17   |        |
| 13                                                                                | 44  | Lewis Hamilton   | Mercedes              | 62     | +1 volta         | 1        |       | 14   |        |
| 14                                                                                | 31  | Esteban Ocon     | Alpine-Renault        | 62     | +1 volta         | 1        |       | 16   |        |
| 15                                                                                | 24  | Guanyu Zhou      | Alfa Romeo-Ferrari    | 62     | +1 volta         | 1        |       | PL   |        |
| 16                                                                                | 6   | Nicholas Latifi  | Williams-Mercedes     | 62     | +1 volta         | 1        |       | 19   |        |
| 17                                                                                | 47  | Mick Schumacher  | Haas-Ferrari          | 62     | +1 volta         | 2        |       | 10   |        |
| 18                                                                                | 3   | Daniel Ricciardo | McLaren-Mercedes      | 62     | +1 volta         | 3        |       | 6    |        |
| Ret                                                                               | 14  | Fernando Alonso  | Alpine-Renault        | 6      | Danos de colisão | 1        |       | 9    |        |
| Ret                                                                               | 55  | Carlos Sainz Jr. | Ferrari               | 0      | Colisão          | 0        |       | 4    |        |
| Volta mais rápida: Max Verstappen (Red Bull Racing-RBPT) – 1:18.446 (na volta 55) |     |                  |                       |        |                  |          |       |      |        |
| Fonte:                                                                            |     |                  |                       |        |                  |          |       |      |        |

## Voltas na liderança
| Nº de Voltas | Piloto         | Voltas |
| ------------ | -------------- | ------ |
| 63           | Max Verstappen | 1–63   |

## 2022DHLFastest Pit Stop Award

### Resultado
| 1      | 4  | Lando Norris     | McLaren-Mercedes      | 2.27 | 25 |
| 2      | 11 | Sergio Perez     | Red Bull Racing-RBPT  | 2.29 | 18 |
| 3      | 1  | Max Verstappen   | Red Bull Racing-RBPT  | 2.34 | 15 |
| 4      | 3  | Daniel Ricciardo | McLaren-Mercedes      | 2.44 | 12 |
| 5      | 16 | Charles Leclerc  | Ferrari               | 2.48 | 10 |
| 6      | 5  | Sebastian Vettel | Aston Martin-Mercedes | 2.52 | 8  |
| 7      | 10 | Pierre Gasly     | AlphaTauri-RBPT       | 2.78 | 6  |
| 8      | 23 | Alexander Albon  | Williams-Mercedes     | 2.85 | 4  |
| 9      | 6  | Nicholas Latifi  | Williams-Mercedes     | 2.89 | 2  |
| 10     | 22 | Yuki Tsunoda     | AlphaTauri-RBPT       | 3.17 | 1  |
| Fonte: |    |                  |                       |      |    |

### Classificação
| Tabela do DHL Fastest Pit Stop Award \| Pos \| Construtor \| Pontos \| \| --- \| --------------------- \| ------ \| \| 1 \| McLaren-Mercedes \| 148 \| \| 2 \| Red Bull Racing-RBPT \| 94 \| \| 3 \| Ferrari \| 58 \| \| 4 \| Williams-Mercedes \| 40 \| \| 5 \| Alpine-Renault \| 26 \| \| 6 \| Mercedes \| 12 \| \| 7 \| Aston Martin-Mercedes \| 12 \| \| 8 \| AlphaTauri-RBPT \| 11 \| \| 9 \| Alfa Romeo-Ferrari \| 1 \| \| 10 \| Haas-Ferrari \| 0 \| |                       |        |
| Pos | Construtor            | Pontos |
| 1 | McLaren-Mercedes      | 148    |
| 2 | Red Bull Racing-RBPT  | 94     |
| 3 | Ferrari               | 58     |
| 4 | Williams-Mercedes     | 40     |
| 5 | Alpine-Renault        | 26     |
| 6 | Mercedes              | 12     |
| 7 | Aston Martin-Mercedes | 12     |
| 8 | AlphaTauri-RBPT       | 11     |
| 9 | Alfa Romeo-Ferrari    | 1      |
| 10 | Haas-Ferrari          | 0      |

## Tabela do campeonato após a corrida
Somente as cinco primeiras posições estão incluídas nas tabelas.
| Pos | Piloto           | Pontos | Var |
| --- | ---------------- | ------ | --- |
| 1   | Charles Leclerc  | 86     | 0   |
| 2   | Max Verstappen   | 59     | 4   |
| 3   | Sergio Pérez     | 54     | 1   |
| 4   | George Russell   | 49     | 2   |
| 5   | Carlos Sainz Jr. | 38     | 2   |

| Pos | Construtor           | Pontos | Var |
| --- | -------------------- | ------ | --- |
| 1   | Ferrari              | 124    | 0   |
| 2   | Red Bull Racing-RBPT | 113    | 1   |
| 3   | Mercedes             | 77     | 1   |
| 4   | McLaren-Mercedes     | 46     | 0   |
| 5   | Alfa Romeo-Ferrari   | 25     | 1   |